# Капорај ди Сасо (Виченца)
Капорај ди Сасо је насеље у Италији у округу Виченца, региону Венето.
Према процени из 2011. у насељу је живело 10 становника. Насеље се налази на надморској висини од 1116 м.